# Jolly Jumper

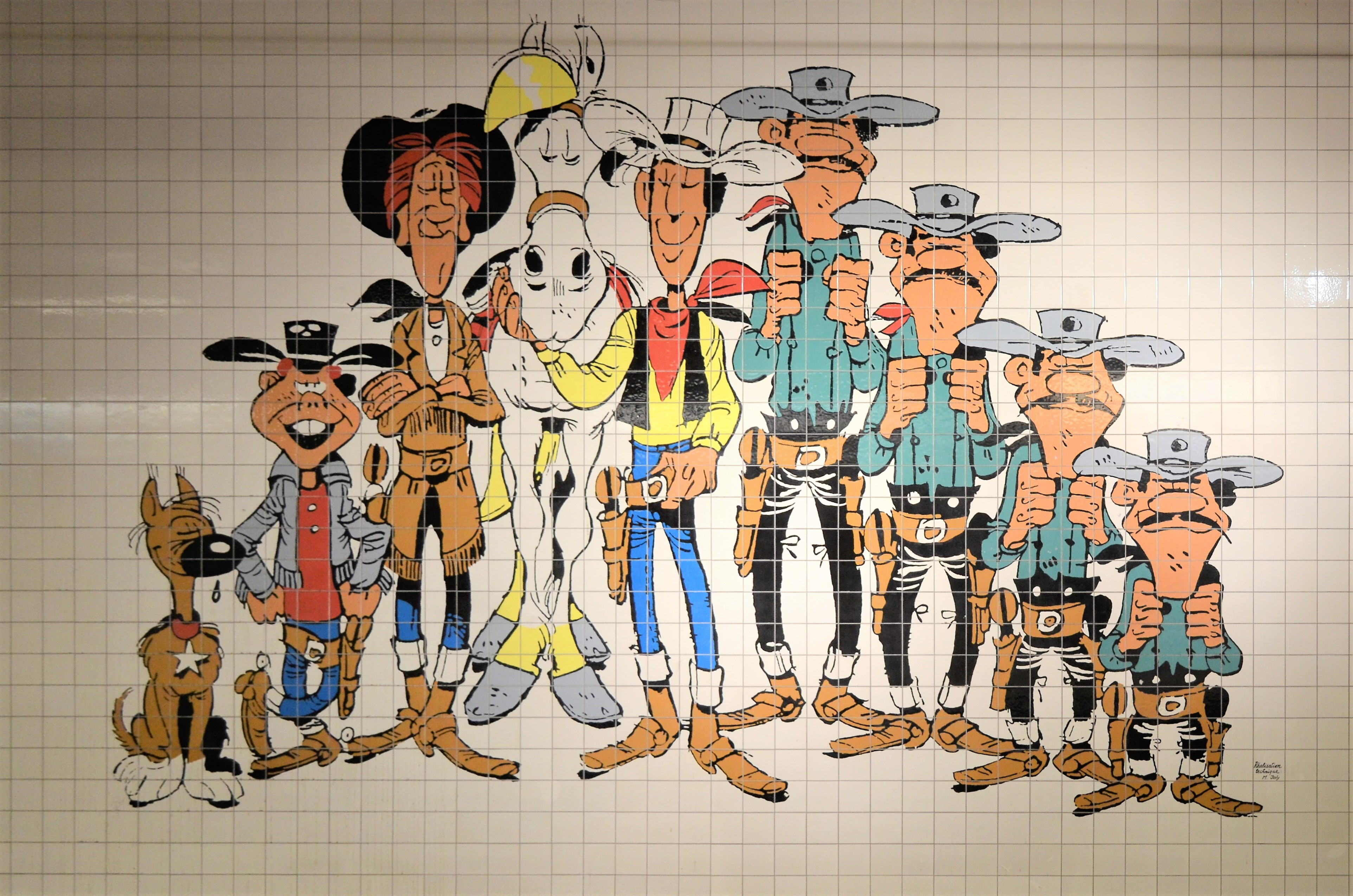
Jolly Jumper a přátelé

Jolly Jumper je fiktivní kůň z francouzsko-belgických komiksů o Lucky Lukovi, vytvořených Morrisem. Je popsán jako „nejchytřejší kůň na světě“ a je schopen zdolat úkoly, jakými jsou hraní šachů a provazochodectví. Jolly Jumper doprovází svého pána na cestách po Divokém západě a vtipkuje svými komentáři a poznámkami.

## Charakter
Jolly Jumper je bílý kůň s nahnědlou skvrnou na levém boku. Nemá rád psy, jak je vidět v Sur la piste des Daltons, kde neustále směřuje své poznámky k hloupému policejnímu psu Tramtabumovi. Je výjimečně bystrý a antropomorfní, velice vynalézavý v dobrodružstvích a v krizích, ovšem je i rozpustilý a zlomyslný, jako v Le Bandit Manchot, kde vyhrál nad Lucky Lukem v kostkách výměnu míst, aby byl nesen na Lukových zádech.
Jolly Jumperovi také slouží ironický hlas mluvící z komiksového pozadí.